# استراتژی خروج
استراتژی خروج  یک مفهوم کلیدی در برنامه‌ریزی است و تقریباً در مورد هر پروژه‌ای مستقل از موضوع پروژه تعریف می‌شود.
برای حصول موفقیت در هر کاری شغل، تحصیل، سفر، پیوند، جدایی، و هر چیز دیگری باید بدانیم استراتژی خروج ما چیست. آیا راه بازگشت داریم؟
شناگران پیش از آنکه در یک مسیر طولانی شنا کنند، راه بازگشت به نقطه شروع را هم در نظر می‌گیرند.
حتی وقتی مغازه می‌رویم تا لباس یا چیز دیگری بخریم ابتدا باید خاطرجمع باشیم که می‌توانیم در صورت لزوم پس بدهیم. داشتن انتخاب خروج از یک تصمیم نقش مهمی در تصمیم گیری دارد.
بعد از لشگرکشی به عراق و افغانستان، وقتی مهاجمین به مشکلات بزرگ افتادند، ذکر و فکرشان، استراتژی خروج بود و دیدیم در عراق سیاست آمریکا تغییر کرد و استراتژی خروج کلید خورد. در افغانستان نیز استراتژی خرو ج در دستور کار رهبران ایالات متحده است. 
در همه جنگها، فرماندهان ضمن طرح حمله، فکر عقب نشینی و خروج از صحنه عملیات را هم می‌کنند. استراتژی خروج خودش یک علم است.
فقط جنگ نیست که احتیاج به استراتژی خروج دارد، هر کاری از زدن یک شرکت گرفته تا پیوند با یک گروه سیاسی و حتی رفتن به یک آسمانخراش، لازم است راه در رو آن را هم بشناسیم وگرنه در شرایط خطیر با مشکل روبرو می‌شویم.
برای همین در بیشتر ساختمانهای عمومی علامت استراتژی خروج را به دیوار می‌زنند و زیر آن نقشه ای از ساختمان و مسیرهای خروجی به نحوی ترسیم شده که توجه حاضران در آن مکان را جلب کند. هدف آن است که اگر سانحه ای مثل آتش سوزی رخ داد همه بتوانند راه گریز پیدا کنند.
برگشت به وضع نخستین آنقدر بدیهی است که حتی میکروسافت هم گوشی دستش آمده و مفیدترین کلیدی را که درست کرده «کنترل زد»  است که اگر اشتباهی کردیم، (مثلاً متنی را نوشتیم و پاک کردیم و بعد پشیمان شدیم) بتوانیم برگردیم.